# 발야구
발야구, 또는 킥볼(kickball)은 야구와 축구를 혼합해 변형시킨 구기 종목이다. 발야구는 야구 규칙을 기본으로 배구공 또는 축구공을 투수가 굴려 주면 배트로 공을 치는 것이 아닌 발로 차는 스포츠이다. 각 팀은 9명씩 번갈아 가며 공격과 수비를 하며, 정해진 횟수 또는 시간 안에 많은 점수를 얻은 팀이 승리한다. 세부 규칙은 양팀이 상의하여 정하거나 야구룰을 변형해서 쓰는 경우도 있다. 오늘날에는 직장이나 단체에서 레크리에이션으로 발야구를 하는 경우가 많다.

## 내용
킥볼(캐나다 대부분의 지역에서는 축구 야구, 영국에서는 라운더스라고도 함)은 야구와 유사한 팀 스포츠이자 리그 게임이다. 야구와 마찬가지로 한 팀이 홈 베이스에서 필드로 공을 되돌려 베이스를 돌면서 득점을 시도하는 안전한 피난처 게임이다. 한편, 다른 팀은 그들이 홈 베이스로 돌아오기 전에 공이 있는 "아웃" 태그를 지정하여 그들을 막으려 한다. 그러나 작고 단단한 공을 방망이로 치는 대신, 선수들은 부풀어 오른 고무공을 차게 된다. 이렇게 하면 어린 아이들이 더 쉽게 접근할 수 있다. 야구에서와 마찬가지로 팀은 하프 이닝을 번갈아 가며 진행한다. 미리 정의된 이닝 후 가장 많은 득점을 올린 팀이 승리한다.
킥볼은 일반적으로 어린 학령기 어린이들 사이에서 놀이터 게임과 체육(PE)의 일부로 플레이된다. 전문 장비와 고도의 기술 기반 위치(예: 투수)가 부족하기 때문에 이 게임은 야구나 소프트볼과 같은 관련 스포츠를 쉽게 소개할 수 있다. 최근 수십 년 동안 이 스포츠는 성인들 사이에서 인기를 얻었으며 오늘날 많은 도시에는 성인을 위한 하나 이상의 조직화된 킥볼 리그가 있다.
킥볼은 미국에서 1910년경에 발명되었으며 1920년대부터 주로 공립학교의 체육 수업을 통해 확산되기 시작했다. 1970년대에는 전국의 운동장에서 특히 인기 있는 쉬는 스포츠가 되었고, 현재는 캐나다, 영국, 일본, 한국, 남미 등 세계 여러 나라에서 다양한 형태로 행해지고 있다.

## 같이 보기
- 야구
- 소프트볼
- 베이스볼5
- 티볼
- 리틀 리그 베이스볼